# PlayStation 3
Sony PlayStation 3 (офіційна абревіатура PS3, яп. プレイステーション 3) — гральна консоль сьомого покоління, третя в сімействі ігрових систем «PlayStation». Розроблена компанією Sony Computer Entertainment. Консоль є багатофункціональною: за її допомогою можна не тільки грати в ігри, а й слухати музику, дивитися фільми (на носіях Blu-ray Disc та DVD) і виходити в Інтернет.

## Історія
Після виходу популярних ігрових приставок Sony PlayStation (1994) та Sony PlayStation 2 (2000) створення нової моделі було лише питанням часу. Перші чутки про консоль наступного покоління з'явилися у 2004 році, хоча конкретних свідчень Sony не давала до весни 2005 року.
Уперше PS3 була офіційно представлена 16 травня 2005 року на конференції Sony на виставці Electronic Entertainment Expo. На виставці знаходився тільки макет; попередню робочу версію приставки компанія представила на Tokyo Game Show (TGS) 2005. У травні 2006 року на конференції Sony, що пройшла у рамках E3 2006, була озвучена інформація про ціну приставки, початок продажу, а також було представлено новий ігровий контролер Sixaxis. Уперше PS3 була доступна для тестування на TGS 2006, де відвідувачі могли оцінити декілька ігор на новій приставці.
Після запуску консолі 11 листопада виявилося, що деякі ігри для PS і PS2 некоректно працюють на новій приставці. Наприклад, спостерігалися проблеми зі звуком та зображенням у іграх Final Fantasy та Gran Turismo. Sony оголосила, що помилки будуть виправлені з виходом оновлення програмного забезпечення PS3. Після виходу оновлення прошивки до версії 1.50 дані проблеми на японській та американській версіях приставки зникли.

## Характеристики

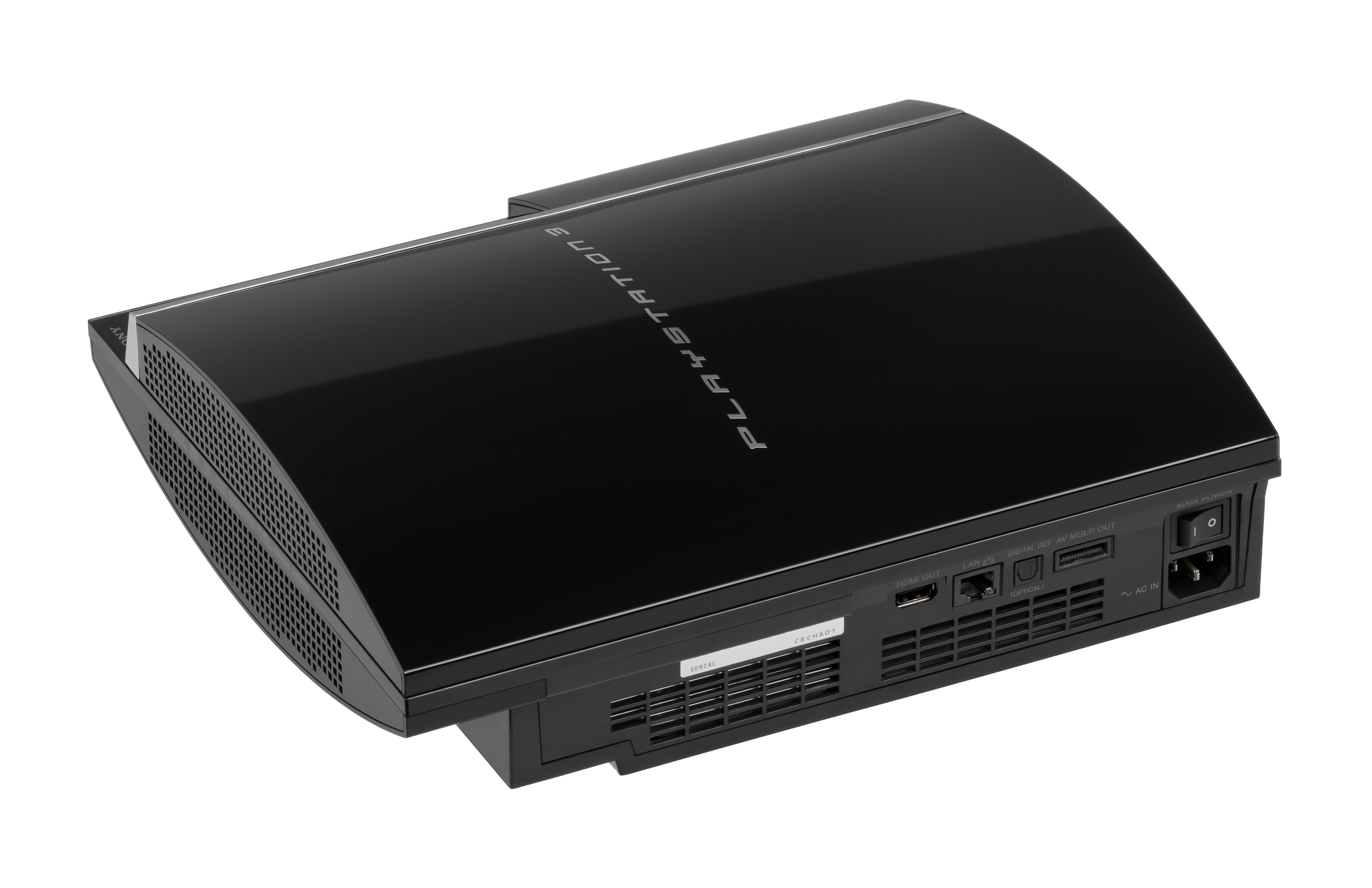
PlayStation 3, задня панель з портами підключень

### Дизайн
Консоль має вигляд опуклої коробки, яка може бути поставлена як горизонтально, так і вертикально. Розміри приставки складають 32,5 x 9.8 x 27.4 см, а вага — 7 кг.

### Технічні характеристики
Процесором PS3 є багатоядерний Cell Broadband Engine, сумісно розроблений компаніями IBM, Sony та Toshiba Corporation. Cell складається з одного процесорного елемента на основі POWER-архітектури (PPE — POWER Processor Element) та восьми синергічних процесорних елементів (SPE — Synergistic Processor Element). У приставці використовується графічний процесор RSX або «Синтезатор реальності», створений компаніями NVidia та SCEI. Відеочіп працює на частоті 550 МГц та має 256 МБ пам'яті, що дозволяє виводити на екран два якісних HDTV-потоки одночасно. Графічний процесор є гібридом на основі чипсетів G70 та G80. PS3 має два види оперативної пам'яті, обсяг кожного складає 256 МБ: високошвидкісну (3,2 ГГц) Rambus XDR DRAM і пам'ять третього покоління GDDR3, що працює на частоті 700 МГц.
Спереду знаходяться чотири USB-порти для підключення геймпадів і інших аксесуарів та дисковід. На тильній стороні розміщені порти Ethernet, HDMI, оптичний цифровий аудіо вихід (SPDIF) і вихід для аналогового аудіо й відео. Основним оптичним носієм для ігор PlayStation 3 є Blu-Ray, хоча привід приставки також дозволяє програвати як DVD так і CD. Спочатку консоль була доступна з жорсткими дисками на 20 і 60 ГБ (модель на 20 ГБ не була доступна в регіонах PAL), але згодом були випущені моделі з різними розмірами дисків до 500 ГБ. Усі моделі PS3 мають жорсткі диски стандарту 2.5-дюйма SATA, які користувачі можуть оновлювати самостійно.
Мережні та бездротові технології забезпечуються стандартами Wi-Fi (IEEE 802.11b/g), Gigabit Ethernet і Bluetooth 2.0. На корпусі приставки знаходяться два порти USB 2.0 для підключення зовнішніх пристроїв.

### Контролер

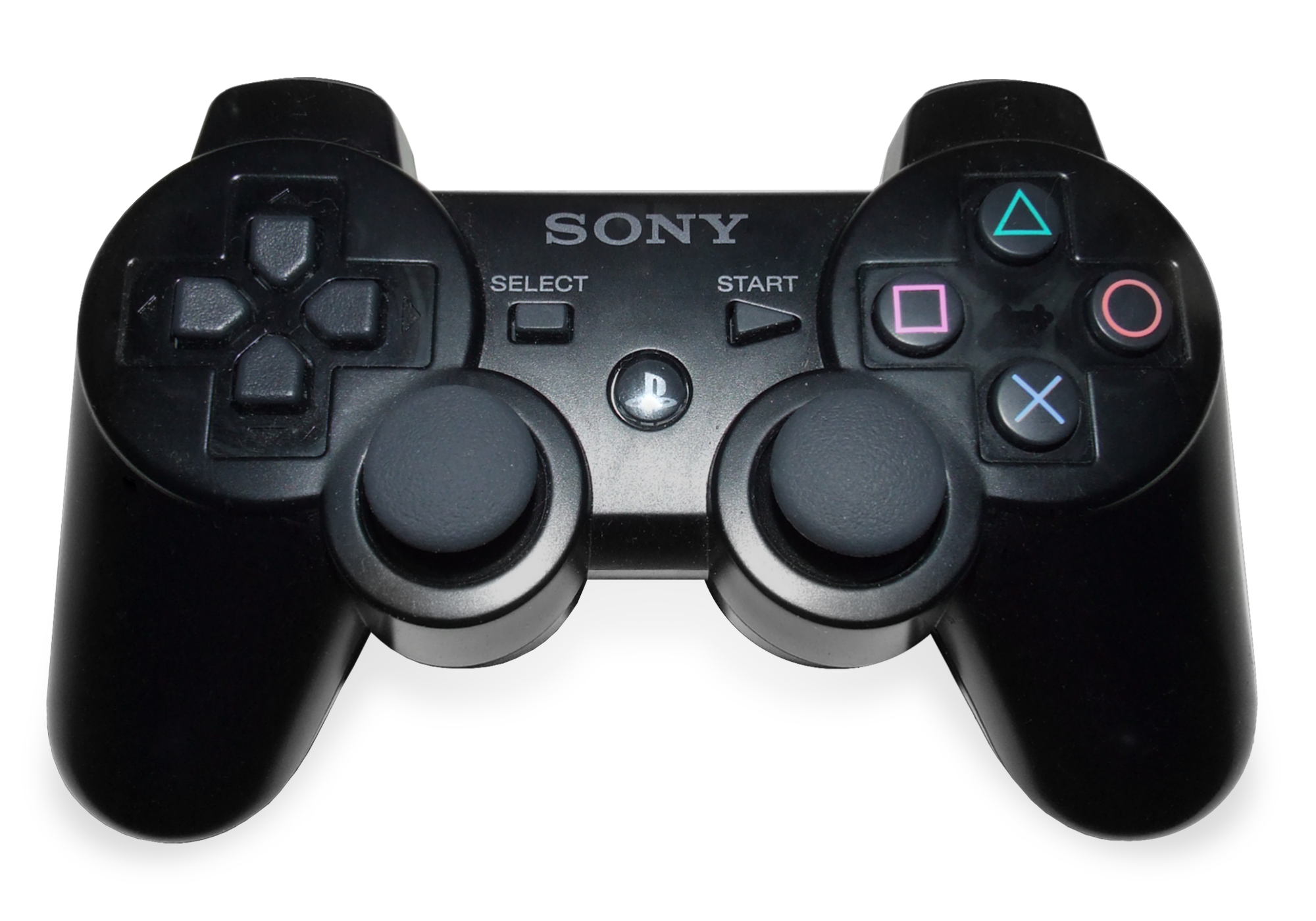
PlayStation 3 SIXAXIS

Контролер Sixaxis — це бездротовий контролер, що працює завдяки зв'язку Bluetooth. Відповідно до заяви Sony, заряд акумулятора достатньо на 24 години використання, а для підзарядки від приставки використовується USB-кабель. Процес розпізнавання додатково підключених бездротових контролерів легко видний на 4-х світлодіодних індикаторах. Одночасно до PlayStation 3 можна підключити до семи контролерів.
Головною особливістю Sixaxis є можливість контролера визначати своє положення у просторі, а також уловлювати рухи та обертання у трьох площинах, що дозволяє використовувати в іграх нові прийоми, які не потребують натискання кнопок. Sixaxis не підтримує функцію вібрації, що також робить джойстик значно легшим. Відповідно до заяви компанії, вібрація була видалена з контролера виключно для зниження ціни пристрою, хоча раніше вважалося, що функції вібрації заважали датчикам руху.
У Sixaxis замість перемикача «Analog» та його індикатора на передній частині контролера з'явилася кнопка з логотипом PlayStation, аналогічна до функції «Guide» на контролері Xbox 360. Висота деяких кнопок була збільшена для більшого комфорту. Важелі «L2» і «R2» у задній частині стали майже аналоговими, тепер їх ступінь натискання можна регулювати подібно до педалей в автомобілі. У аналогових джойстиків був збільшений максимальний кут нахилу, а також підвищена чутливість ігрової системи.
На виставці TGS'07 SCEI офіційно анонсувала DualShock 3, що відрізняється від оригінального контролера наявністю вібрації. Ґеймпад надійшов у продаж у тому ж році.

## Інтерфейс та операційна система

### Основна система
На приставці встановлена повноцінна операційна система, до якої через онлайн-сервіс можна завантажувати патчі та оновлення. До системи включений повноцінний веббраузер.
Графічний інтерфейс PS3 під назвою XrossMediaBar (XMB) був розроблений на основі інтерфейсу портативної приставки PSP і є центром керування можливостями консолі. Програма дозволяє переглядати фотографії, програвати музику і фільми з жорсткого диску та Blu-Ray, а також запускати ігри (як з дисків, так і придбані у PSN).

### Альтернативні системи
На приставку можна було встановити операційну систему з сімейства GNU/Linux, наприклад таку як: YDL Linux (Yellow Dog Linux, Terra Soft Solutions, Yellow Dog Linux for Sony PlayStation 3), Ubuntu, Fedora 7.
Проте у квітні 2010 року починаючи з версії прошивки 3.21 компанія Sony прибрала можливість встановлення і використання на приставці альтернативних операційних систем, таких як Linux-дистрибутив Yellow Dog або спеціальна збірка Ubuntu для процесорів Cell. Через тиждень ентузіасти знайшли спосіб обійти введені обмеження і підготували модифікований варіант нової версії прошивки. Sony відреагувала зміною угоди користувача в прошивці 3.30, давши собі право повного контролю за програмним забезпеченням PlayStation 3.

## Онлайн-сервіс
В консолі активно використовуються її онлайн-можливості. Sony запустила Інтернет-сервіс, PlayStation Network. Сервіс дозволяє завантажувати на жорсткий диск різний контент (відео, музику, демо-версії та повні версії ігор, оновлення), грати та спілкуватися з іншими користувачами PlayStation 3. Відмінною рисою мережі PSN є її безкоштовність. Оплати потребують лише завантажувані ігри та різні доповнення. Усі операції відбуваються через спеціальний магазин — PlayStation Store. До профілю користувача PS3 прив'язується «гаманець», за допомогою якого і оплачуються купівлі, завдяки чому нема необхідності щоразу вводити дані про кредитну картку.

## Моделі
Спочатку Sony випустила дві конфігурації PlayStation 3. «Premium» або «60Gb»-версія включала внутрішній жорсткий диск на 60 гігабайт. Ця версія приставки також була укомплектована інтерфейсом Wi-Fi, виходом HDMI і кард-рідером. «Core», або «20Gb»-версія з вінчестером на 20 Гб не включала Wi-Fi і кард-рідер, але підтримувала можливість замінити жорсткий диск і додати бракуючі пристрої за допомогою адаптерів. Спершу компанія не думала обладнати молодшу версію приставки роз'ємом HDMI, але 22 вересня 2006 року Sony змінила своє рішення, і, крім того, знизила ціну на «Core»-версію в Японії до $429. Також у комплект обох версій не входив HDMI-кабель, необхідний для повноцінного HD-виводу.
Також до складу приставки входили:
- Один контролер
- USB-кабель
- Стереофонічний кабель AV (Stereo AV, Component, D-terminal, multi-terminal)
- Кабель для LAN
- Мережевий шнур

Пізніше Sony випускала нові моделі PS3, з більшою місткістю жорсткого диску. Також відбувся повний редизайн і вийшла нова модель PlayStation 3 Slim. Вона має багато переваг, зокрема, менші розміри та вагу.

## Ігри
Станом на 2020 рік для PS3 видано понад 2000 ігор, з них 30 стали бестселерами, яких було продано накладом понад 5 млн копій (в дужках вказана кількість проданих копій в мільйонах):
1. Grand Theft Auto V (20.32)
2. Call of Duty: Black Ops II (13.8)
3. Call of Duty: Modern Warfare 3 (13.35)
4. Call of Duty: Black Ops (12.67)
5. Gran Turismo 5 (10.75)
6. Call of Duty: Modern Warfare 2 (10.61)
7. Grand Theft Auto IV (10.57)
8. Call of Duty: Ghosts (10.13)
9. FIFA 13 (8.01)
10. Battlefield 3 (7.21)
11. Uncharted 3: Drake's Deception (6.84)
12. Uncharted 2: Among Thieves (6.74)
13. Call of Duty 4: Modern Warfare (6.72)
14. FIFA Soccer 12 (6.65)
15. FIFA 14 (6.61)
16. Red Dead Redemption (6.57)
17. Assassin's Creed III (6.5)
18. The Elder Scrolls V: Skyrim (6.49)
19. The Last of Us (6.27)
20. Minecraft (6.05)
21. Metal Gear Solid 4: Guns of the Patriots (6.0)
22. LittleBigPlanet (5.85)
23. Assassin's Creed II (5.57)
24. Batman: Arkham City (5.54)
25. Call of Duty: World at War (5.43)
26. Final Fantasy XIII (5.35)
27. God of War III (5.20)
28. Resident Evil 5 (5.10)
29. FIFA Soccer 11 (5.08)
30. Uncharted: Drake's Fortune (5.0)

## Суперкомп'ютери на базі PS3
Оскільки ігрова консоль Sony PS3 побудована на процесорі Cell та має можливість запуску операційних систем сімейства GNU/Linux, стало можливо використовувати приставку не за призначенням, а наявність порту Gigabit Ethernet дозволило об'єднувати декілька пристроїв у кластери, та будувати суперкомп'ютери.
У вільному доступі є документ A Rough Guide to Scientific Computing On the PlayStation 3, який детально описує побудову суперкомп'ютера на базі PS3, написаний в Innovative Computing Laboratory, {Університет Теннессі, кластер із 200 приставок Sony PS3 використовувався для демонстрації вразливості сертифікатів, підписаних за допомогою алгоритму md5 на конференції Chaos Communication Congress наприкінці 2008 року